# Stack Overflow
Stack Overflow je webová stránka, která slouží k psaní dotazovacích příspěvků pro vývojáře. Je to stránka mezinárodní sítě Stack Exchange. Byla vytvořena roku 2008 Jeffem Atwoodem a Joelem Spolsky. Obsahuje praktické i teoretické dotazy a odpovědi na širokou škálu témat v oblasti programování a vývoje. Původně byla vytvořena, aby byla otevřenější alternativou k jiným webovým stránkám podobného typu, jako je například Experts Exchange.

## Historie
Webovou stránku vytvořili Jeff Atwood a Joel Spolsky v roce 2008. Název webové stránky odhlasovali v dubnu 2008 čtenáři populárního programovacího blogu společnosti Atwood Coding Horror. 31. července 2008 Jeff Atwood rozeslal pozvánky, ve kterých vyzval své předplatitele, aby ozkoušeli soukromou beta verzi nové webové stránky, přičemž její použití umožnil pouze těm uživatelům, kteří byli ochotni otestovat nový software. Dne 15. září 2008 bylo oznámeno, že je dostupná veřejná beta verze a široká veřejnost ji nyní může používat k vyhledání otázek souvisejících s programováním a vývojem. O designu loga stránky Stack Overflow se též rozhodlo prostřednictvím hlasování.
Dne 3. května 2010 bylo oznámeno, že Stack Overflow získalo 6 milionů dolarů rizikového kapitálu od skupiny investorů vedených společností Union Square Ventures.
Roku 2019 Stack Overflow jmenoval Prashantha Chandrasekara svým výkonným ředitelem a produktovou ředitelkou Teresu Dietrichovou.
V červnu 2021 společnost Prosus, která je nizozemskou dceřinou společností jihoafrické mediální společnosti Naspers, oznámila dohodu o akvizici Stack Overflow za 1,8 miliardy dolarů.
Dne 5. prosince 2022 bylo na Stack Overlow zakázáno používání jazykového modelu ChatGPT, jelikož by mohl potenciálně poškodit kvalitu dotazů a jejich odpovědí tím, že občas poskytuje nepřesné či nepravdivé informace.
Stránka Stack Overflow a stránky jí podobné dnes již téměř zcela nahradily učebnice programování v rychlém vyhledávání informací a řešení pro problémy při programování a vývoji.

### Narušení bezpečnosti
Začátkem května 2019 byla nasazena aktualizace vývojové verze Stack Overflow. Obsahovala chybu, která umožňovala útočníkovi udělit si oprávnění k přístupu k produkční verzi stránky. Stack Overflow zveřejnil na svém blogu, že toto porušení postihlo přibližně 184 uživatelů veřejné sítě, jejichž IP adresa, jména nebo e-maily mohly být zpřístupněny útočníkům.

## Obsah
Uživatelé mohou prostřednictvím členství a aktivní účastí hlasovat u otázek a odpovědí pomocí tlačítek upvote či downvote podobně jako na Redditu a v případě nepřesností upravují otázky a odpovědi podobným způsobem jako na wiki. Uživatelé téže mohou získat body reputace a odznaky, které slouží jako ocenění. Uživatel získává 10 bodů reputace za to, že obdrží upvote od jiných uživatelů a může získat odznaky a ocenění za hodnotné příspěvky, díky čemuž jsou obvykle tyto příspěvky výše ve výsledku vyhledávání a tím jsou poskytovány relevantnější výsledky pro ostatní uživatele, které zajímá ten samý dotaz.
Neregistrovaní uživatelé mají přístup k většině funkcí stránky, zatímco uživatelé, kteří se přihlásí, mohou získat přístup k dalším funkcím. Uživatelé mohou odemknout nová privilegia tím, že budou zvyšovat svoji reputaci. Mezi tato privilegia patří například možnost hlasovat, komentovat a upravovat příspěvky jiných uživatelů v případě nepřesností.
Stack Overflow přijímá pouze otázky zaměřené na programování a vývoj, které jsou úzce zaměřeny na konkrétní problém. Otázky širšího charakteru nebo otázky vyžadující subjektivní názor uživatelé obvykle odmítají a označují jako uzavřené. K tomuto slouží sesterská stránka softwareengineering.stackexchange.com, jež má sloužit jako místo pro širší a obecné otázky o vývoji softwaru.
Uzavírání otázek je hlavním rozdílem od jiných Q&A stránek, jako je Yahoo! Answers a je to též způsob, jak předcházet otázkám nízké kvality. V roce 2013 byl mechanismus přepracován: otázky upravené po pozastavení se nyní objevují v seznamu ke kontrole. Jeff Atwood v roce 2010 uvedl, že duplicitní otázky se nepovažují za problém, ale představují výhodu, jelikož takové dodatečné otázky mohou přivést na stránku dodatečnou návštěvnost znásobením relevantních klíčových slov ve vyhledávačích.
8 nejčastěji používaných tagů na celé stránce je: JavaScript, Python, Java, C#, PHP, Android, HTML a jQuery.
Veškerý obsah vytvořený uživateli je licencován v rámci licence Creative Commons Attribute-ShareAlike. Verze licencí jsou 2.5, 3.0 či 4.0 v závislosti na datu, kdy byl obsah přidán.

## Statistiky

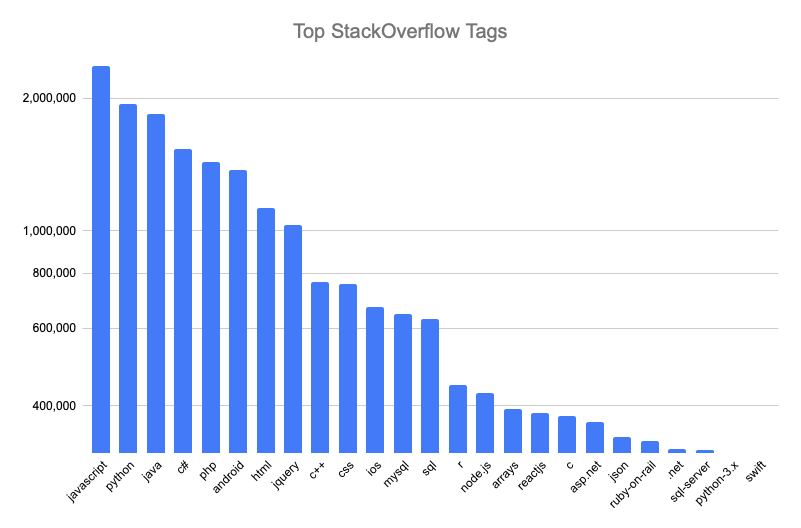
Nejlepší značky StackOverflow

Studie z roku 2013 zjistila, že 75 % uživatelů klade pouze jednu otázku, 65 % odpovídá pouze na jednu otázku a pouze 8 % uživatelů odpovídá na více než 5 otázek. S cílem umožnit širší skupině uživatelů klást otázky a poté odpovědět vytvořil Stack Overflow mentorský program, jehož výsledkem je průměrné zvýšení skóre uživatelů o 50 %. V roce 2011 bylo zodpovězeno 92 % otázek v mediánu 11 minut. Od roku 2013 síťový software Stack Exchange automaticky odstraňuje uzavřené otázky, které splňují určitá kritéria, včetně toho, že v určité době nemají žádné odpovědi.
V srpnu 2012 odpovědělo jen 443 000 z 1,3 milionu registrovaných uživatelů alespoň na jednu otázku a z nich přibližně jen 6000 (0,46 % z celkového počtu uživatelů) získalo skóre reputace větší než 5000. Reputace může být nejrychleji získána zodpovězením na otázky označené nižší odborností, zodpovězením na otázky rychle (zejména být první, kdo odpoví na danou otázku), aktivitou i mimo špičkové hodiny a přispíváním do různých oblastí.
V roce 2016 bylo vymazáno 1,5 milionu příspěvků, z čehož asi 8 % vymazali moderátoři.
V březnu 2021 měla stránka Stack Overflow přes 14 milionů registrovaných uživatelů, přes 21 milionů otázek a 31 milionů odpovědí.

## Technologie
Stack Overflow je napsán v programovacím jazyce C# pomocí frameworku ASP.NET MVC s využitím Microsoft SQL Server pro databázi a objektově-relačního mapovače Dapper používaného pro přístup k datům.

## Přijetí komunitou
Síť Stack Overflow vyhrála cenu Webby People's Voice Award 2020 za komunitu v kategorii Web.
Kultura stránky byla kritizována za to, že má velice nepřátelskou komunitu, zejména v kontextu rozdílu mužských a ženských uživatelů a diskriminace méně technicky vzdělaných.
Studie z University of Maryland zjistila, že vývojáři systému Android, kteří jako svůj zdroj používali pouze Stack Overflow, měli tendenci psát méně bezpečný a daleko více funkční kód než ti vývojáři, kteří používali pouze oficiální dokumentaci pro vývojáře systému Android od společnosti Google.